# 太原衛星発射センター
座標: 北緯38度50分55.32秒 東経111度36分28.52秒 / 北緯38.8487000度 東経111.6079222度
太原衛星発射センター（たいげんえいせいはっしゃセンター、中国語：太原卫星发射中心、英語：Taiyuan Satellite Launch Center）は、中華人民共和国山西省の北西部、省都太原市から北西へ284km離れた忻州市岢嵐県にあるロケット発射場である。
別名:中国人民解放军第二十五试验训练基地。
射場の三方は山に囲まれ、西は黄河に面している。位置は東経111度36分30.59、北緯38度50分56.71。標高1,500mの黄土高原のただなかにあり、気候は寒冷な大陸性気候で、空気は乾燥しており雨も少なくロケット発射に適した気候である。周囲の環境汚染はまだ少ない。
中国の主力宇宙基地である西昌衛星発射センターと異なり静止軌道への衛星は打ち上げておらず、長征ロケットを使った試験衛星や応用衛星（気象衛星や地球資源衛星、科学衛星）など各種の人工衛星を打ち上げている。国産初の回帰軌道気象衛星「風雲」シリーズや、資源（中国・ブラジル地球資源衛星）シリーズ、イリジウム衛星（衛星電話参照）12基の商業ロケット発射などが代表的なものである。また大陸間弾道ミサイル（ICBM）や潜水艦発射弾道ミサイル（SLBM）の実験も行われている。
太原衛星発射センターはソビエト連邦の支援を受けて建設された酒泉衛星発射センターに次ぎ、中国で二番目に運用されたロケット発射場である。中ソ対立が始まると、重要な軍事施設はソ連の軍事的脅威を避けるために各地の深い山の中へと分散された。宇宙開発・ミサイル開発においても、自主開発した新たな発射場を山中に建設することとなった。1966年3月に着工され、1968年に稼働した。かつてアメリカ合衆国の情報機関はこの発射場を「五寨ミサイル・宇宙試験センター」（Wuzhai Missile and Space Test Centre）と呼称していたが、五寨県は実際には太原衛星発射センターから若干離れている。
太原衛星発射センターには技術センターや飛行管制センター、観測所、鉄道引き込み線などがある。またセンターは軍（中国人民解放軍）の施設でもあるので中国国務院・中央軍事委員会の国防科学技術工業委員会・衛星打ち上げ管制局の管轄に属している。